# Isorno
Isorno é uma comuna da Suíça, no Cantão Tessino, com cerca de 380 habitantes. Estende-se por uma área de 17,28 km², de densidade populacional de 22 hab/km². Confina com as seguintes comunas: Cavigliano, Intragna, Maggia, Mosogno, Onsernone.
A língua oficial nesta comuna é o Italiano.